# 나카노히토 게놈 【실황중】
나카노히토 게놈 【실황중】(ナカノヒトゲノム【実況中】)은 오소라가 원작한 일본의 만화 작품이다.「Pixiv 코믹」의 잡지 「진 픽시브」에서 2014년 10월 27일부터 발행 중인 작품이다.

## 줄거리
내추럴 실황으로 이름을 날리는 게임 실황자 이리데 아카츠키가 수수께끼의 프리 게임 "나카노히토 게놈"을 클리어했다. 그 다음 날, 아카츠키가 눈을 뜨면,"나카노히토 게놈"의 세계. 8명의 실황자에게 부과된 작업은, 수많은 현실 게임을 클리어하고 재생 수 1억을 달성하는 것이다.